# Berlász Piroska
Berlász Piroska (Budapest, 1940. november 2. –) könyvtáros. Berlász Jenő (1911–2015) könyvtáros, történész lánya, Berlász Melinda (1942) zenetörténész testvére.

## Életútja
1958-ban érettségizett, majd az Országos Pedagógiai Könyvtár és Múzeum munkatársa lett. 1962 és 1968 között esti tagozaton folytatta tanulmányait az Eötvös Loránd Tudományegyetem magyar–könyvtár szakán. 1973-tól 1996-ig az Országos Széchényi Könyvtárban tevékenykedett: 1982-ig a gyarapítási osztályon, majd nyugalomba vonulásáig a Színháztörténeti Tár tudományos munkatársaként. Nevéhez fűződik a különgyűjtemény irattárának felállítása.
Munkásságát 1996-ban a könyvtár Széchényi Ferenc-emlékérmével ismerték el.

## Főbb művei
- Comenius Magyarországon kiadott műveinek lelőhelybibliográfiája (Budapest, 1970)
- Iratok a Nemzeti Színház történetéhez. Pukánszkyné Kádár Jolán kiadatlan levéltári gyűjtésének fondjegyzéke (Budapest, 1988)